# 夜航船
《夜航船》是一本張岱所寫的类书。
夜航船本是指旧时江南载送客货商人於夜间航行的船隻。龚明之的《中吴纪闻·夜航船》稱：“夜航船惟浙西有之，然其名旧矣，古乐府有《夜航船》之曲。”
《夜航船》是中國早期百科全書式的讀本，意思是在一艘夜行的船上有許多知識份子談天說地，談話的內容包羅萬象，夜航船一書即記載其言論。分成天文、地理、人物、考古、伦类、选举、政事、文学、礼乐、兵刑、日用、宝玩、容貌、九流、外国、植物、四灵、荒唐、物理、方术等二十大類，共四千多条目。張岱說：“天下學問，惟夜航船最難對付。蓋村夫俗子，其學問皆預先備辦，如瀛洲十八學士、雲台二十八將之類，稍差其姓名，輒掩口笑之。”
1987年浙江古籍出版社出版《夜航船》，由刘耀林据宁波天一阁藏抄本整理。此书目前所见仅宁波天一阁观术斋钞本，刘耀林首次将此本加注出版，此后坊间续有印行，多承刘注本而来。